# Линсенгерихт (Хесен)
Линсенгерихт (њем. Linsengericht) општина је у њемачкој савезној држави Хесен. Једно је од 28 општинских средишта округа Мајн-Кинциг. Према процјени из 2010. у општини је живјело 9.872 становника. Посједује регионалну шифру (AGS) 6435018.

## Географски и демографски подаци
Линсенгерихт се налази у савезној држави Хесен у округу Мајн-Кинциг. Општина се налази на надморској висини од 166 метара. Површина општине износи 29,8 km². У самом мјесту је, према процјени из 2010. године, живјело 9.872 становника. Просјечна густина становништва износи 331 становника/km².

## Међународна сарадња
| Мјесто        | Држава    | Врста сарадње | Од    |
| ------------- | --------- | ------------- | ----- |
|               | Француска | партнерство   | 1965. |
| Алст          | Белгија   | пријатељство  | 1971. |
| Геболтскирхен | Аустрија  | партнерство   | 1987. |
| Извор         |           |               |       |